# 瑞法奈珠单抗
瑞法奈珠单抗（INN：Refanezumab；开发代号：GSK249320）是一种单克隆抗体，设计用于中风后运动功能的恢复。该药物由葛兰素史克公司开发。